# Peugeot 604
Peugeot 604 — задньоприводний автомобіль бізнес-класу, що випускався Peugeot протягом десяти років, з 1975 по 1985 рік. За роки виробництва всього побудовано 153,252 машин. Крім Франції, автомобіль також збирався компанією Kia в Південній Кореї.

## Хронологія

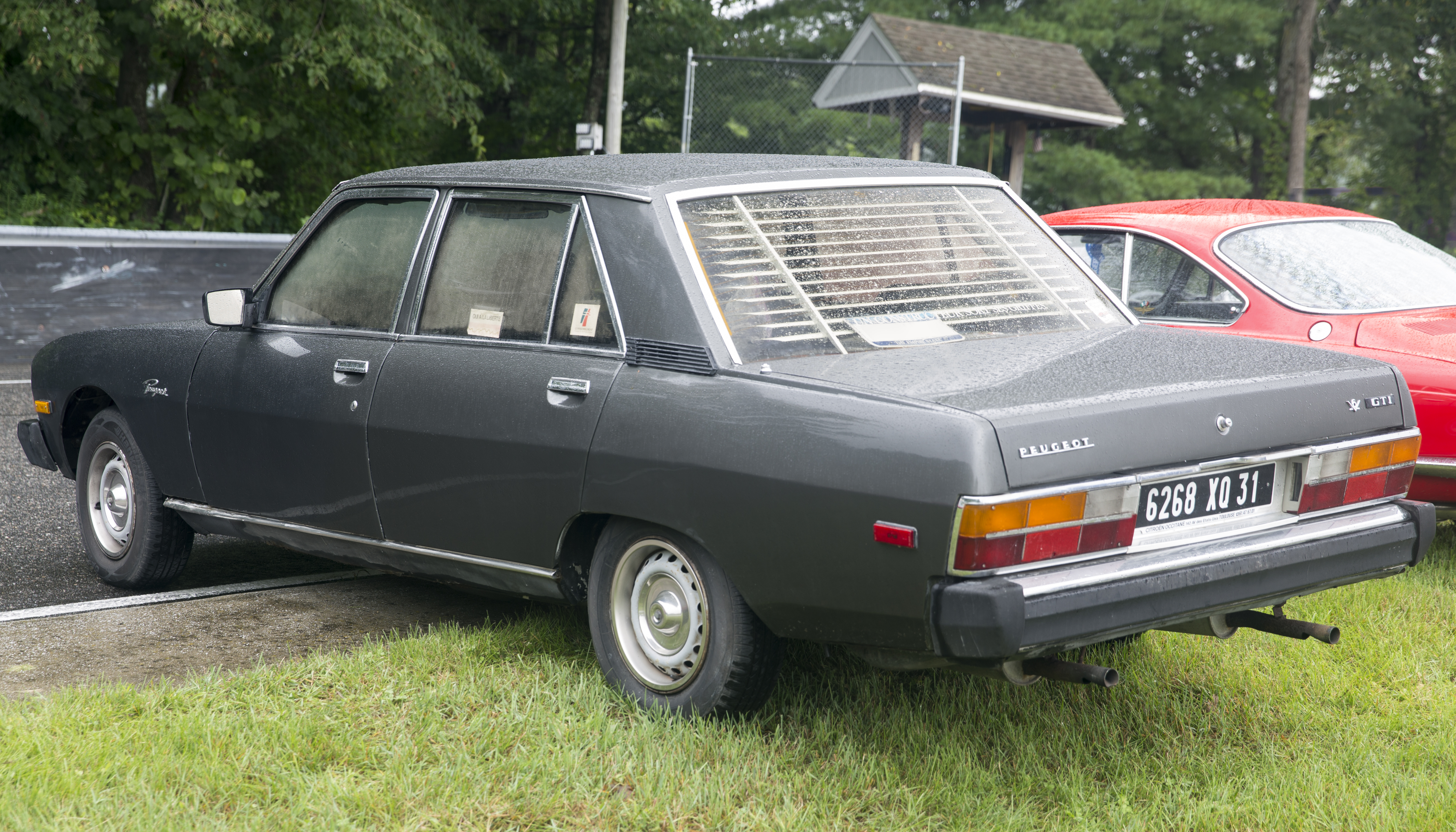

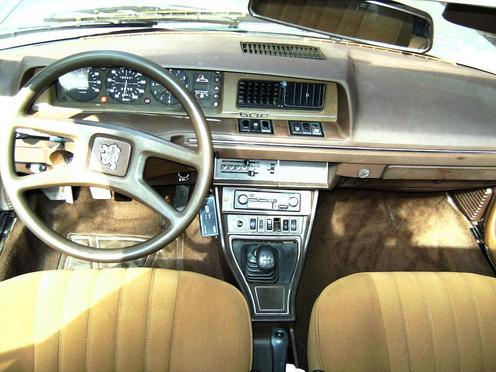

- 1975 рік — введення Peugeot 604 в одній комплектації — 604 SL з 3-ступінчастою АКПП або 4-ступінчастою МКПП. Ціна становила 44,700 французьких франків.
- 1977 рік — продаж 604 в США в комплектації V6 SL.
- 1978 рік — введення моделі Ti з дизельним двигуном і уприскуванням палива Bosch K-Jetronic (не експортується в США).
- 1979 рік — зміна розміру заливної паливної горловини. Введення моделі з 2,3 л турбодизелем. Припинення експорту машин з бензиновими двигунами в США.
- 1980 рік — введення нових дзеркал заднього виду, поворотників оранжевого кольору, пластикових панелей і важеля перемикання передач, видалення емблеми з капота. Випуск обмеженої серії «Grand Comfort» з електричними склопідйомниками, люком на даху і т. ін.
- 1982 рік — припинення виробництва 604 SL.
- 1983 рік — введення 604 GTi з 2,8 л двигуном і GTDT з дизелем. Експорт в США остаточно припинений після 1984 року.
- 1985 рік — закінчення виробництва 604. На зміну їй приходить передньопривідний 605 в 1989 році.

## Двигуни
- 2.0 L XN6 I4 96 к.с.
- 2.7 L PRV V6 136/144 к.с.
- 2.8 L PRV V6 155 к.с.
- 2.3 L XD2S turbo diesel I4 80 к.с.
- 2.5 L XD3S/XD3T turbo diesel I4 95 к.с.